# Eleições estaduais no Maranhão em 1945
As eleições estaduais no Maranhão em 1945 ocorreram no dia 2 de dezembro sob a égide do Decreto-Lei 7.586 e uma resolução do Tribunal Superior Eleitoral editada em 8 de setembro como parte das eleições no Distrito Federal, 20 estados e no então território federal do Acre. Foram eleitos dois senadores e nove deputados federais membros da Assembleia Nacional Constituinte destinada a elaborar a Constituição de 1946 e assim restaurar o regime democrático após o Estado Novo.
Natural de São Luís, o senador Clodomir Cardoso foi juiz de direito e promotor de justiça no Pará após formar-se pela Universidade Federal de Pernambuco em 1904 e mais tarde foi advogado e consultor jurídico do governo maranhense e Secretário de Fazenda. Em 1916 foi eleito prefeito de São Luís e deputado federal em 1925, 1927 e 1930, não sendo empossado por conta da Revolução de 1930. Jornalista, foi eleito senador em 1935 embora tenha sido cassado pelo Estado Novo. Eleito novamente via PSD, assumiu o controle do partido e obrigou Vitorino Freire a exercer sua ação política em outra legenda.
Igualmente formado pela Universidade Federal de Pernambuco, o também senador Pereira Júnior foi juiz de direito em Pinheiro e São Luís elegendo-se deputado federal em 1926. Nascido em Alcântara, foi desembargador do Tribunal de Justiça do Maranhão e elegeu-se senador pelo PSD falecendo no curso dos trabalhos da Assembleia Nacional Constituinte. Para ocupar sua vaga foi eleito Vitorino Freire em 1947.

## Resultado da eleição para senador
Número coletados junto ao Tribunal Superior Eleitoral.
| Candidatos a senador da República   | Primeiro suplente de senador | Número | Coligação           | Votação | Percentual |
| ----------------------------------- | ---------------------------- | ------ | ------------------- | ------- | ---------- |
| Clodomir Cardoso PSD                | Constantino Vieira PSD       | -      | PSD (sem coligação) | 45.589  | 32,14%     |
| Pereira Júnior PSD                  | Não havia -                  | -      | PSD (sem coligação) | 43.507  | 30,67%     |
| Públio de Melo PR                   | Não havia -                  | -      | PR, UDN (sem nome)  | 26.008  | 18,34%     |
| Manoel Tavares Neves Filho PR       | Não havia -                  | -      | PR, UDN (sem nome)  | 24.185  | 17,05%     |
| Luís Carlos Prestes PCB             | Não havia -                  | -      | PCB (sem coligação) | 787     | 0,55%      |
| Euclides Carneiro Neiva PCB         | Não havia -                  | -      | PCB (sem coligação) | 726     | 0,51%      |
| João Marcelino da Silva Teixeira PL | Não havia -                  | -      | PL (sem coligação)  | 537     | 0,38%      |
| Otelo Rodrigues Franco PL           | Não havia -                  | -      | PL (sem coligação)  | 506     | 0,36%      |

## Deputados federais eleitos
São relacionados os candidatos eleitos com informações complementares da Câmara dos Deputados.
| Deputados federais eleitos | Partido | Votação | Percentual | Cidade onde nasceu        | Unidade federativa |
| Lino Machado               | PR      | 13.044  | 17,86%     | Buriti                    | Maranhão           |
| Alarico Pacheco            | UDN     | 7.962   | 10,90%     | São Francisco do Maranhão | Maranhão           |
| Crepory Franco             | PSD     | 6.393   | 8,75%      | Aveiro                    | Pará               |
| Vitorino Freire            | PSD     | 4.534   | 6,21%      | Pedra                     | Pernambuco         |
| Odilon Soares              | PSD     | 4.208   | 5,76%      | Pinheiro                  | Maranhão           |
| Luís Carvalho              | PSD     | 4.186   | 5,73%      | Oeiras                    | Piauí              |
| José Neiva                 | PSD     | 3.434   | 4,70%      | Nova Iorque               | Maranhão           |
| Afonso Matos               | PSD     | 3.297   | 4,51%      | São Luís                  | Maranhão           |
| Antenor Bogéa              | UDN     | 1.100   | 1,51%      | Grajaú                    | Maranhão           |